# Kamran Aziz
Kamran Aziz (1922. – 2017. március 7.) ciprusi zenész és gyógyszerész. A ciprusi törökök között ő volt az első zeneszerzőnő  és az első gyógyszerésznő. Fontos szerepe volt a ciprusi török népzenében. Egyike volt az nyilvánosan fellépő női zenészeknek, és Jale Derviş mellett egyik úttörője volt a nyugati zene előadásának és tanításának.

## Családja és tanulmányai
1922-ben született. Apja Mehmet Aziz orvos volt, aki arról vált híressé, hogy kiirtotta Cipruson a maláriát. Nővére, Türkan Aziz utóbb a sziget első főnővére lett. Nyolc évesen kezdte el a zongoratanulást, majd a Nicosiai Amerikai Akadémián végzett.
Gyógyszerészi tanulmányait 1944-ben végezte el, és Ayşe Danaval együtt ő lett az első ciprusi török gyógyszerésznő.

## Zenei pályafutása
1945-ben kezdett el fellépni a brit katonai rádióban. Ugyanabban az évben klasszikus daranokat kezdett törökre fordítani, évekkel azelőtt, hogy Törökországban hasonló munkákat végeztek volna. 1950-ben megalapította a „Kâmran Aziz ve Arkadaşları” (Kâmran Aziz és barátai) együttest, amely 1963.ig lépett fel a ciprusi rádióban és televízióban. Népszerű dalokat, törökre fordított operaáriákat és klasszikus dalokat játszottak. A fordításokat többnyire maga Aziz készítette vagy kollégája, Jale Derviş. Ez átalakította a ciprusi török társadalom zenei ízlését és népszerűvé tette az együttest. Aziz és Derviş tangókat, keringőket és indulókat is szerzett. Aziz néhány dalát a ciprusi népzene ihlette; ezek a dalok rendkívül népszerűvé váltak, és utóbb a török népzene részeként mutatták be őket.
A ciprusi török népzenével kapcsolatos tevékenysége miatt Észak-Ciprus parlamentjének kulturális bizottsága különdíjat adományozott neki.

## Gyógyszerészi pályafutása
1947-ben nyitotta meg gyógyszertárát Aziz Gyógyszertár néven. 1959-ben tizenegy másik gyógyszerésszel együtt megalapította a Ciprusi Török Gyógyszerész-szövetséget. Fontos szerepet játszott abban a sikertelen kísérletben, hogy létrehozzák Észak-Cipruson az első gyógyszerészeti lerakatot, amely megkönnyítette volna a hozzáférést a gyógyszerekhez illetve megakadályozta volna a hiány kialakulását. Utóbb hasonló szerepet játszott 1988-ban a Güç Raktár létrehozásakor, amely a legnagyobb volt Észak-Cipruson abban az időben. A raktár tulajdonosa részben egy állami vállalat, részben egyéni gyógyszerészek voltak, és Aziz az igazgatóság tagja volt 1997-ig. Gyógyszertárát 1997-ben zárta be.

## Halála
2017-ben pulmonális szövődményekkel kórházba került, és egy hónapig bent maradt. Egy nappal hazatérése után, 2017. március 7-én hunyt el 95 éves korában. Halotti szertartását az Ismail Safa mecsetben tartották, és Nicosiában temették el. Mustafa Akıncı ciprusi török elnök és Hüseyin Özgürgün miniszterelnök részvétét fejezte ki.

## Fordítás
- Ez a szócikk részben vagy egészben  a   Kamrin Aziz című angol Wikipédia-szócikk ezen változatának fordításán alapul.  Az eredeti cikk szerkesztőit annak laptörténete sorolja fel. Ez a jelzés csupán a megfogalmazás eredetét és a szerzői jogokat jelzi, nem szolgál a cikkben szereplő információk forrásmegjelöléseként.